# Collège des ceintures noires
Le Collège des ceintures noires (CCN) de judo est une association se présentant comme l'instance supérieure regroupant toutes les ceintures noires de judo en France. Créée en 1947 par l'ensemble des pionniers titulaires de ce grade, son objectif est de partager « la défense de la culture et des traditions transmises par Maitre Mikinosuke Kawaishi  ». En 2000, le Collège est unifié au sein de la Fédération française de judo en Collège national des ceintures noires de judo (CNCN).

## Histoire
Créé d'abord de façon informelle peu avant la fin de la Seconde Guerre mondiale par Mikinosuke Kawaishi, le collège est officialisé le 9 novembre 1947 sous l'impulsion de Jean de Herdt, trois ans après le départ forcé de Kawaishi au Japon en raison de l'approche des troupes alliées.  
Composé en majorité de professeurs de judo, la volonté affichée à l'époque par le CCN, est de constituer, autour de « l'esprit Judo », le pendant de la toute nouvelle Fédération française de judo et de jiu-jitsu (FFJJJ), fondée et présidée par Paul Bonét-Maury.

### Années 1940
Le 1er président élu en 1947 est Jean Andrivet(jusqu’en 1952). À la même époque, le Collège des ceintures noires établit la 1re liste des ceintures noires décernées en France par Maitre Kawaishi.
L'entrée au Collège constitue un honneur et un secret espoir pour toutes les ceintures marron qui auront ainsi le privilège de pouvoir continuer à s'entrainer entre ceintures noires à côté des plus grands champions sous les auspices du réputé Maître Kawaishi. Ce grade constitue également le sésame pour les judokas, souhaitant aller plus loin, de pouvoir créer leur propre club.
Le discours d'accueil du président pour les nouvelles ceintures noires insiste sur « l'engagement de poursuivre les efforts indispensables en vue d'accéder au plus haut degré possible dans la hiérarchie des ceintures noires et que l'accession au 1er dan implique l'engagement d'honneur, sauf raison majeure, de ne jamais abandonner la pratique du judo ».
Le 30 novembre 1948, le président du CCN participe à Marseille, avec l'ensemble des pionniers du judo français, à l'accueil du retour en France de Mikinosuke Kawaishi, à sa descente du paquebot l'André Lebon en provenance de Yokohama. Sont également présents Bonet-Maury, de Herdt, Pimentel, Birnbaum, Roussel, Imbert, Bogaert, Sauvenière, Godet et Zin. Le 8 janvier 1949 à Paris, le Président du Collège des ceintures noires accueille, par un long discours, Maitre Kawaishi. Il est notamment proposé à celui-ci d'accepter le titre de président du collège des ceintures noires, ce que le Maitre refuse, affirmant qu'il est venu organiser le judo en Europe.

### Années 1950
Pour le développement du judo des Tournées de démonstration sont organisées par exemple en Afrique du Nord (Oujda Avril 1950) par  Maître Kawaishi, Maître Awazu, P. Bonet-Maury (Pdt Fédération Judo), Jean Andrivet (Pdt Collège Ceintures Noires)

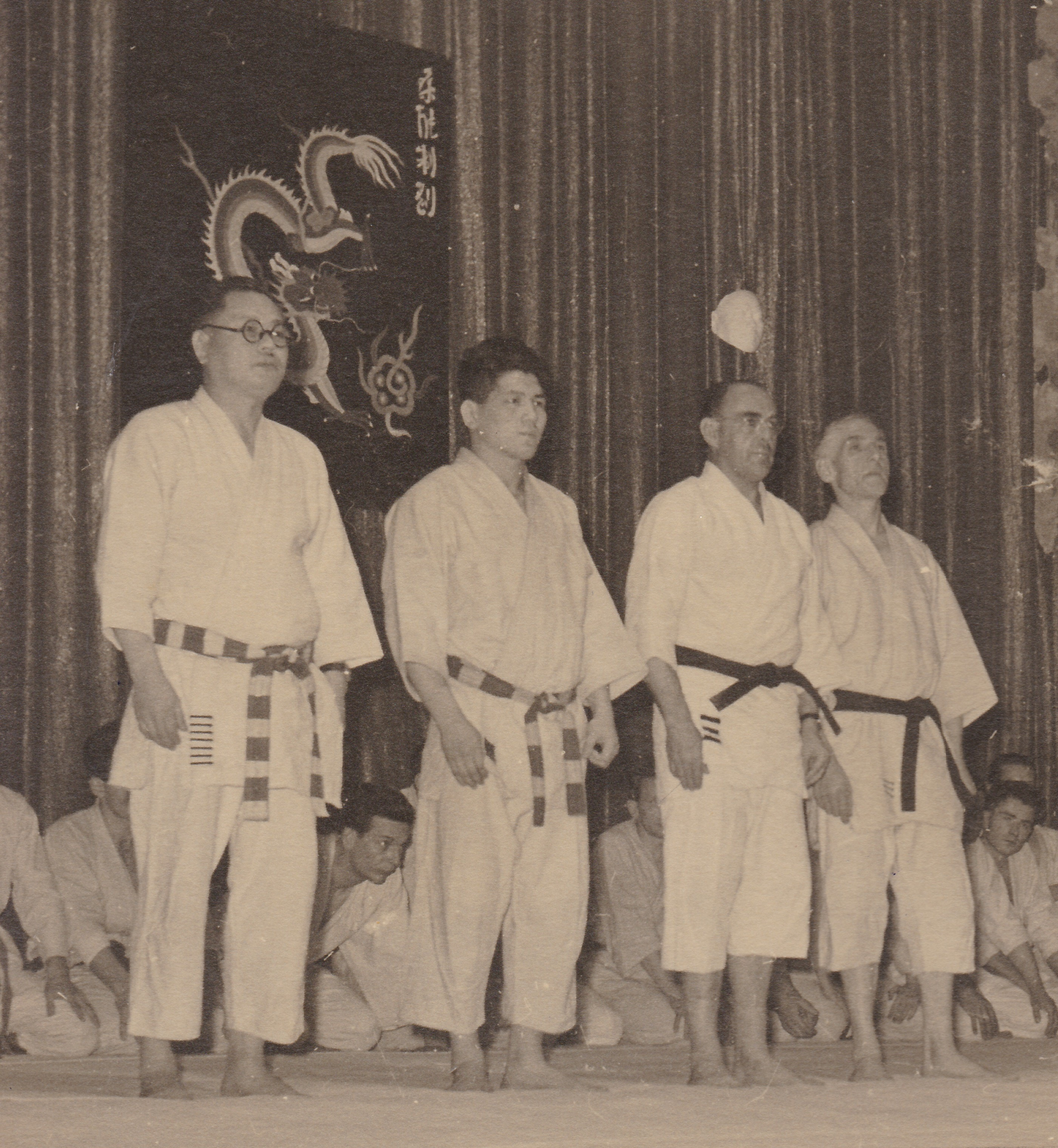
Tournée_démonstration_judo_1950

En 1951, Jean Andrivet, est chargé d'accueillir, au nom du CCN, les maîtres japonais Kurihara, 9e Dan, Daigo, champion du Japon, Matsumoto et Risei Kano, le fils du fondateur du Judo.
Le 19 janvier 1952, un conflit survient entre M. Kawaishi et la majorité du Collège : Kawaishi souhaite retirer le grade de ceinture noire aux deux judoka Jean Beaujean et Roger Duchêne et de les radier du Collège, compte tenu, semble-t-il, de leur volonté de voir développer la méthode Kodokan en France. 
À la première question, les membres du collège votent non à la majorité de 76 contre 24 et à la 2nde question, ils votent non par 58 contre 48. Se sentant désavoué, Kawaishi quitte les instances du CNN. 
À la suite de ce conflit, Andrivet démissionne de la présidence du Collège. MM. Lamotte et Topin lui succèdent pendant un an.
En 1953, à son arrivée en France, Maître Haku Michigami est nommé directeur technique du CCN. En 1953, Jean-Lucien Jazarin est élu président du Collège et démissionne aussitôt de son poste de vice-président de la fédération. Il restera à la tête du CCN jusqu'en 1976.

#### Les catégories de poids
La même année, les membres du Collège des ceintures noires se déclarent à 85 % opposés à la mise en place du système des catégories de poids. Le 12 avril 1959, l'assemblée générale de la Fédération s'y déclare également défavorable par 220 voix contre 40. Or, quelques mois plus tard, sous la pression des pouvoirs publics et afin de se conformer à l'Union européenne de judo, la Fédération décide malgré tout la mise en place du système des catégories de poids.

#### Les passages de grades
Jusqu'en 1956, le CCN groupe et nomme au grade de ceinture noire les judokas reconnus par la Fédération française de judo-jujitsu, kendo et disciplines associées et ayant satisfait aux examens. En juillet 1956, le Comité directeur de la FFJDA décide que les passages de grades seront désormais organisés par la Fédération. À partir de cette date, les divergences entre les 2 instances conduiront progressivement à une rupture définitive et à l'indépendance du Collège des ceintures noires.
Regroupant une majorité des hauts gradés, le CNN décide en juin 1957 de passer outre et de continuer à organiser les passages de grade, ce qu'il considère comme sa raison d'être. La fédération répond que les points marqués et les grades accordés par le CNN ne seront pas homologués par la FFJDA. La même année, celle-ci décide de ne plus associer le collège aux décisions de la fédération. Le 30 juin 1957, au stade Pierre de Coubertin, un passage de dan dirigé par Maître Michigami est organisé par le Collège des ceintures noires. En réponse, la fédération déclare 18 hauts gradés français suspendus pour une durée de six mois.
Le 1er octobre 1957, la fédération met en place la nouvelle Commission fédérale des grades. En réaction, les dirigeants du CCN créent le Syndicat des professeurs de judo et la Fédération nationale de judo sportif. Cette fédération concurrente se développera jusqu'à compter 20 000 licenciés. En réponse, la fédération encourage la création de l'Union fédérale des ceintures noires de France.

### Années 1960
À partir de 1960, le CCN se verra attribuer la direction technique de la Fédération Nationale de Judo Sportif, 
puis de 1965 à 1971 de la Fédération Nationale de Judo Traditionnel (Président Jean-Lucien Jazarin, Trésorier Igor Correa Luna, Directeur technique Haku Michigami Shi-Han). La FNJT disparaît au moment de la réunification au sein de la FFJDA.
En 1962, le Haut-commissaire à la jeunesse et aux sports, Maurice Herzog, publie un arrêté qui officialise les conditions d'attribution de la ceinture noire et des Dan supérieurs. Il précise que l'attribution du grade de ceinture noire se fait désormais en 2 parties :
- une partie Dan-compétition, qui sanctionne la valeur du judoka en compétition, attribuée par la FFJDA ;
- une partie valeur morale, les services rendus à la cause du judo et les connaissances techniques traditionnelles, reconnue par une commission élue par l'ensemble des ceintures noires. Cette commission a également pour rôle d'attribuer les Dan aux candidats déjà titulaires des Dan-Compétitions[8].

L'arrêté valide également a posteriori toutes les ceintures noires homologuées soit par la fédération soit par le CCN.

### Aujourd'hui
En 2000, le Collège national des ceintures noires se dote de nouveaux statuts.
Dans la continuité du CCN, celui-ci se fixe pour but de définir les modalités d’attribution des distinctions décernées aux personnes titulaires de la ceinture noire de judo, jujitsu, kendo et disciplines associées et licenciées a la F.F.J.D.A. pour leur action en faveur du développement, de la promotion du judo français ou pour leur attitude exemplaire au service des principes définis par le fondateur du judo. En 2008, afin de faciliter l'information à destination des ceintures noires, la fédération met en place le bulletin d'information de la Commission nationale des ceintures noires.
Le plus récent Cercle des ceintures noires fondé par Dominique Germain à l’initiative de la Fédération française de judo a pour objet de rassembler ses adhérents ceintures noires autour des valeurs du Judo.